# جحدر بن ضبيعة
جحدر هو ربيعة بن ضبيعة بن قيس بن ثعلبة البكري الوائلي، أبو مكنف ، فارس بكر بن وائل في الجاهلية، قيل: اسمه ربيعة ولقبه جحدر (وهو في اللغة القصير) وإليه ينسب عامر بن عبد الملك بن مسمع الجحدري.
له وقائع كثيرة، قتل يوم تحلاق اللمم سنـة 534 م وهو أحد أيام حرب البسوس وسمي بذلك لأن بكراً حلقوا رؤوسهم ليعرف بعضهم بعضاً إلا جحدر بن ضبيعة الذي قال: أنا قصير فلا تشينوني وأنا اشتري منكم لمتي بأول فارس يطلع عليكم، فطلع ابن عناق فشد عليه فقتله.
كان ضعيف الهمة في الصعلكة، وكان يعتمد على اللصوصية وليس الإغارة.

## من أشعاره
ومن شعره في يوم التحاليق (يوم تحلاق اللمم)وهو من أيام حرب البسوس:
وله إيضاً: